# 리릭위키
리릭위키(LyricWiki)는 가사 데이터베이스 웹사이트이다. 미디어위키 위키 서버 상에서 돌고 있다. 이 웹사이트의 목적은 "수많은 광고를 보지 않고서도, 어느 가수의 어느 음악이든지, 가사를 구할 수 있는 신뢰할 수 있는 소스"가 되는 것이다. 2013년 3월 기준으로 세계에서 일곱 번째로 큰 미디어위키 사용 위키이며, 2019년 4월 현재 약 205만 건 이상의 문서가 수록되어 있다. 2019년 4월부터 편집이 금지되었다.

## 역사
리릭위키 웹사이트는 2006년 4월 시작하였다. 리릭위키는 《와이어드》의 블로그나, 유명한 블로그인 라이프해커 등에 소개되기도 하면서, 세간의 주목을 받았다.
2019년 4월 2일 오후 8시 37분(UTC), 위키아의 관리자는 해당 시간부터 리릭위키의 편집을 금지하고 열람만 허용함을 공지하였다. 이유는 지나치게 성적이거나, 폭력적이거나, 인종 차별적인 내용의 가사를 리릭위키에서 그대로 싣고 있었기 때문이다. 2017년 초에도 같은 사유로 리릭위키에 업로드된 일부 사진이 삭제된 일이 있었다.

### 기능
- 205만 개 이상의 콘텐트 문서[7]
- "오늘의 곡" & "이번 주의 음반"("Song of the Day" & "Album of the Week") 특집.
- 예전에는 배너 광고, 팝업 광고가 없었다. 하지만 2007년 4월, 재정난을 이유로 배너 광고와 텍스트 광고를 싣기 시작하였다.[8]
- 아이튠즈 탑 송즈(Top songs)를 대문(Main Page)에 게시.
- SOAP 웹서비스
- 미디어 플레이어 플러그인. 윈앰프, 아마록, 윈도우 미디어 플레이어, 뮤직큐브, 푸바2000 등을 위한 익스텐션.